# 허즈위안
허즈위안(중국어 간체자: 何志远, 병음: Hé Zhìyuân, 한자음: 하지원, 1912년 ~ 1992년 9월 11일)은 중국 인민해방군 사령관이자 중국 인민해방군 창립 소장이다.